# Games Convention
Games Convention (укр. Ігровий з'їзд, далі — GC) — щорічний громадський захід, що проводиться в німецькому місті Лейпциг і є виставкою комп'ютерних ігор. GC — одне з найбільших і найпопулярніших у світі заходів, присвячених в основному індустрії комп'ютерних ігор (на ПК, консольним, онлайновим та мобільним ігор), ігровим технологіям, а також іншим областям мистецтва, які так чи інакше пов'язані з комп'ютерними іграми. Перша GC відбулася у 2002 році й управлялася компанією «Leipziger Messe GmbH» (укр. Лейпцизький ярмарок) спільно з німецької федеральної асоціації по інтерактивному розважального програмного забезпечення (нім. Bundesverband für Interaktive Unterhaltungssoftware).

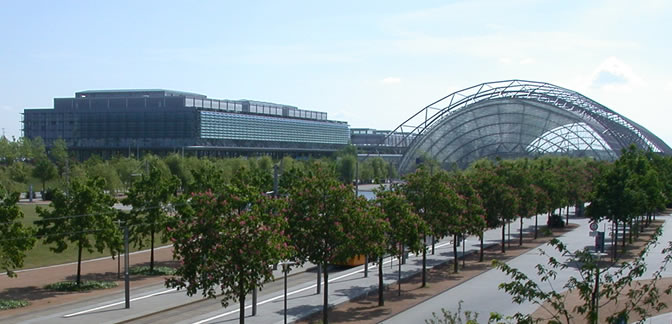
Західні крила і центральний зал нового приміщення Лейпцизького ярмарку. Східні крила і бізнес-центр праворуч, поза камерою. Один тільки центральний зал цього споруди настільки великий, що може вмістити ціле футбольне поле.

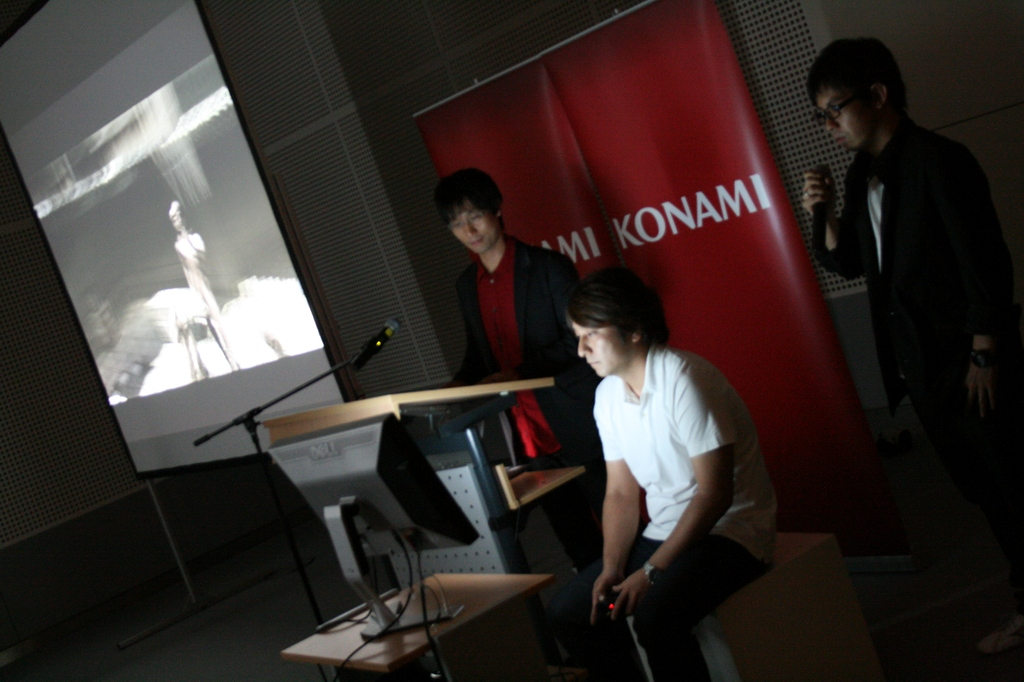
Жива демонстрація Metal Gear Solid 4: Guns of the Patriots на Games Convention 2007.

Ярмарок проводиться у великому сучасному комплексі виставкових залів. У 2006 році на ній були присутні 183 000 відвідувачів, 2 600 журналістів, було представлено 368 експонатами з 25 країн світу. За цими показниками GC конкурує з японською виставкою Tokyo Game Show за звання самої значної ігрової події у світі. Для порівняння, і японська, і німецька виставки мають в три рази більшу площу призначених для непрофесійних гравців виставкових залів, ніж Лос-Анджельська виставка E3. Бізнес-центр (англ. Business Centre) в Лейцпцизі зарезервований для професійних відвідувачів. У 2008 році кількість відвідувачів GC досягло позначки у 203 000 людей.
Для ідентифікації молодих відвідувачів їм роздають кольорові браслети, що надягають на праву руку. Колір браслета вказує вік відвідувача: 6 років і старше (жовтий), 12 років і старше (зелений), 16 років і старше (синій), 18 років і старше (червоний). Ці індикатори відповідають віковим критеріям, прийнятим оціночною комісією USK, німецькою версією PEGI або ESRB.

## Історія
Вперше GC була проведена у 2002 році. У 2005 році кількість відвідувачів збільшилась до 134 000, а у 2007 - до 185 000 людей.
Як правило, GC проводиться в останній тиждень серпня кожного року. GC 2007 проходила з 23 по 26 серпня. Вона стартувала на один день раніше для преси, співробітників індустрії комп'ютерних ігор та ігрових розробників.
У 2008 році GC проходила з 21 по 24 серпня. Індустріальний консорціум BIU оголосив, що GC 2009 буде проходити не в Лейпцигу, а в Кельні, і буде називатися «GAMESCom». Проте, було оголошено, що виставка GC 2009 буде проходити і в Лейпцигу, що спонсорується владою Лейпцига і Саксонії.
У 2009 році, згідно з планами організаторів, GC повинна була проходити з 19 по 23 серпня.
29 січня 2009 року був опублікований пресреліз Leipziger Messe, в якому йдеться про те, що виставка Games Convention офіційно скасовано. Запланований на 2009 рік ігровий захід, що мав відбутися 19-23 серпня, також було скасовано.

На зміну Games Convention і Games Convention Developers Conference прийшли GamesCom і GDC Europe відповідно, які проводилися в Кельні у другій половині серпня 2009 року.

## Статистика
| Рік  | Відвідувачі | Експонати | Професійні відвідувачі | Журналісти | Площа виставки |
| 2002 | 80 000      | 166       | 3 000                  | 750        | 30 000 м ²     |
| 2003 | 92 000      | 207       | 3 500                  | 1 300      | 42 000 м ²     |
| 2004 | 105 000     | 258       | 4 200                  | 1 700      | 55 000 м ²     |
| 2005 | 134 000     | 280       | 6200                   | 2 000      | 80 000 м ²     |
| 2006 | 183 000     | 367       | 7000                   | 2 400      | 90 000 м ²     |
| 2007 | 185 000     | 503       | 12 300                 | 3 400      | 112 500 м ²    |
| 2008 | 203 000     | 547       | 14 600                 | 3 800      | 115 000 м ²    |

## Азійська експансія
6 вересня 2007 року в Сінгапур е пройшла перша виставка Games Convention Asia. Таким чином GC вливається на азійсько-тихоокеанський ігровий сектор.

## Games Convention Developers Conference
Games Convention Developers Conference (скорочено GCDC; укр. Конференція розробників на Games Convention) - найбільша в Європі конференція по ігровому дизайну та розробці ігор, яку у 2008 році відвідали 950 осіб.
GCDC проводиться в тому ж самому комплексі, що і GC, відразу перед відкриттям основної виставки. На GCDC розробники обговорюють способи розробки та фінансового боку ігрового дизайну, їм показують слайди, презентації, виступи відомих діячів ігрової індустрії й т. д. GCDC відкрита для ігрових професіоналів, преси, а також тих, хто тільки робить перші кроки у світі розробки комп'ютері ігор.
Як і головна європейська конференція, GCDC збирає найкращих діячів індустрії ігор та ігрових розробників зі всього світу. Серед них такі особистості, як Боб Бейтс (англ. Bob Bates), Луїс Кастл (англ. Louis Castle), Дон Даглоу (англ. Don Daglow), Пітер  Молине (англ. Peter Molyneux), Білл Ропер (англ. Bill Roper), Брюс Шеллі (англ. Bruce Shelley), Девід Перрі (англ. David Perry) і Вільям Райт (англ. Will Wright).

### Доповідачі
Найвідоміші й значущі доповідачі на GCDC.

#### 2007
- Джуліан Еггебрехт (англ. Julian Eggebrecht) з Factor 5, США
- Пітер Молина (англ. Peter Molyneux) з Lionhead Studios, Велика Британія
- Майкл Каппс (англ. Michael Capps) і Марк Рейн (Mark Rein) з Epic Games, США
- Марк Морріс (англ. Mark Morris) з Introversion Software, Велика Британія
- Кен Ролстон (англ. Ken Rolston) з Big Huge Games, США
- Кеті Кемпос (англ. Cathy Campos) з Panache, Велика Британія
- Дуг Уотлі (англ. Doug Whatley) з Break Away, США
- Майкл Люіс (англ. Michael Lewis) з Cryptic Studios, США
- Джордж Бейн (англ. George Bain) з Великої Британії
- Крістофер Шмітц (нім. Christopher Schmitz) з 10Tacle Studios, Німеччина
- Міхаель Віммер (нім. Michael Wimmer) з Віденського університету (University of Vienna), Австрія
- Олександр Фернандес (англ. Alexander Fernandez) з Streamline Studios, Нідерланди
- Амір таак (фін. Amir Taaki) з Crystal Space, Фінляндія
- Джефф Стрейн (англ. Jeff Strain) з ArenaNet, США
- Влад ІХОРЕ (англ. Vlad Ihora) з Telia Sonera, Швеція
- Барбара Ліппе (нім. Barbara Lippe) з Avaloop, Австрія
- Памела Като (англ. Pamela Kato) з The GamerX, США
- Уве Никл (англ. Uwe Nikl) з Level 3, Велика Британія
- Метт Фірор (англ. Matt Firor) з Ultra Mega Games, США
- Костянтин Евальд (нім. Konstantin Ewald) з Osborne Clark, Німеччина
- Джон Смедлі (англ. John Smedley) з Sony Online Entertainment, США
- Сінді Армстронг (англ. Cindy Armstrong) з Webzen, США
- Дженніфер МакЛін (англ. Jennifer MacLean) з Comcast Interactive Media, США
- Кріс Моттес (дан. Chris Mottes) з Deadline Games, Данія
- Джеф Хікман (англ. Jeff Hickman) з EA Mythic, США
- Джеффрі Стіфел (англ. Jeffrey Steefel) з Turbine, Inc., США
- Дон Даглоу (англ. Don Daglow) з Stormfront Studios, США
- Метт Файрор (англ. Matt Firor) з США
- Джейсон Менлі (англ. Jason Manley) з Massive Black, США
- Патрік Палм (англ. Patric Palm) з Hansoft, Швеція

#### 2008
- Девід Перрі (англ. David Perry) з Acclaim Games, США
- Джеват Ерлі (тур. Cevat Yerli) з Crytek, Німеччина
- Майк Кеппс (англ. Mike Capps) з Epic Games, США
- Пол Барнетт (англ. Paul Barnett) з Mythic Entertainment, США

## День преси та пресконференція
Для професійних відвідувачів, таких як розробники і журналісти, GC відкривається на день раніше, ніж для основної публіки. У цей день багато розробники і видавці проводять свої офіційні пресконференції.

## Симфонічний концерт ігрової музики
Як частина GC, ввечері першого дня GC в концертному залі Гевандхаус проводиться симфонічний концерт ігрової музики (англ. Symphonic Game Music Concert). Серед тих, хто виступав на Symphonic Game Music Concert, розташовані всесвітньо відомі ігрові музичні композитори, такі як Нобуо Уемацу, Мітіру Ямане, Акіра Ямаока,  Джейсон Хейес (англ. Jason Hayes), Роб Хаббард, Кріс Хюльсбек (нім. Chris Hülsbeck), Юдзо Косиро й Іноне Зур.